# Sehol X6
Sehol X6 — компактный кроссовер, выпускаемый компанией JAC Motors под брендом Sehol с 19 июня 2022 года. Пришёл на смену автомобилю Jac Refine S5, снятому с производства в 2019 году.

## Описание
Автомобиль Sehol X6 анонсировался в прессе в конце 2021 года. Официально автомобиль был представлен в Континентальном Китае в 2022 году. От других моделей JAC автомобиль Sehol X6 отличается дизайном передней части.
Автомобиль оснащается двигателем внутреннего сгорания мощностью 150 л. с. и крутящим моментом 210 Н*м. Такой же ставят на Sehol X4.

## Интересные факты
Автомобиль Sehol X6 планируется поставлять на Россию под названием «Москвич-2022» или JAC S6. Если в Китае автомобиль стоит от 80 тысяч юаней (около 11 тысяч долларов США), то в России его цена составляет более 2 млн рублей (более 22 тысяч долларов США).
С начала декабря 2022 года автомобиль Sehol X6 продаётся в России под брендом JAC JS6 в трёх комплектациях и пяти цветах: белом, сером, черном, коричневом и красном. Базовая модель Comfort оснащена МКПП, четырьмя подушками безопасности, галогеновыми фарами со светодиодными ДХО, датчиками давления в шинах, круиз-контролем, кондиционером, бесключевым доступом, цифровыми дисплеями на 12,3 дюйма, парковочными ассистентами, камерой заднего вида с парктроником и интерьером с кожаной отделкой. В салоне присутствуют цифровая приборная панель, подстаканники в центре и экран мультимедийной системы. Версия с 6-ступенчатой роботизированной трансмиссией (также называемая Comfort) отличается от базовой модели сиденьями с 6 направлениями регулировки, трансмиссией возле рулевого колеса и режимами движения Eco, Comfort и Sport. Также существует вариант Luxury с панорамной крышей, светодиодной оптикой, дверной подсветкой, рулём с кожаной оплёткой, передними электроприводными сиденьями, беспроводной USB-зарядкой и обзорными камерами. В багажнике присутствует USB-розетка напряжением 12 вольт, крышка багажника открывается автоматически.